# Jodis amamiensis
Jodis amamiensis är en fjärilsart som beskrevs av Inoue 1982. Jodis amamiensis ingår i släktet Jodis och familjen mätare. Inga underarter finns listade i Catalogue of Life.